# Suối Trai
Suối Trai là một xã thuộc tỉnh Đắk Lắk, Việt Nam.
Xã Suối Trai có diện tích 62,95 km², dân số năm 1999 là 1426 người, mật độ dân số đạt 23 người/km².